# Google Question Hub
O Google Question Hub (GQH) é uma plataforma de mercado de conhecimento desenvolvida e oferecida pelo Google. Como parte da redução do backlog de mídia digital inexistente, ele usa vários algoritmos de pesquisa, mas não conhecidos, para coletar consultas de pesquisa na Web não respondidas para criadores de conteúdo, incluindo jornalistas. O GQH pode ser acessado por meio de uma conta registrada do console de pesquisa do Google com uma propriedade da Web verificada, o que contradiz as Perguntas e respostas do Google. No entanto, os pesquisadores não precisam estar registrados no console de pesquisa, exceto uma conta do Google.
Em setembro de 2021, é um produto beta e está limitado aos Estados Unidos, Índia, Indonésia e Nigéria. Os usuários de pesquisa do Google fazem uma pergunta em idiomas específicos, como inglês, hindi e indonésio, e depois de coletar as perguntas não respondidas, o Google as lista no GQH, onde os editores podem usá-las como base para novos artigos de publicação.

## História
Em 2019, o Google Question Hub foi lançado inicialmente na versão beta, foi relatado pela primeira vez pela mídia no final de 2019. A data de lançamento real não é conhecida. Desde o dia 5 de janeiro de 2023, o Question Hub beta foi encerrado, de acordo com o seu site oficial. Estará disponível até 6 de março de 2023 para quem quiser uma cópia de seus dados, por meio do Google Takeout. Após essa data, os dados do usuário do Question Hub serão excluídos e suas atividades oficialmente descontinuada.